# Ianthopsis bovallii
Ianthopsis bovallii là một loài chân đều trong họ Acanthaspidiidae. Loài này được Studer miêu tả khoa học năm 1884.